# Munkaidő
A munkaidő a munka végzésére meghatározott időtartam, amely annak kezdetétől befejezéséig tart. A munkaidő tartalmazza a munka elvégzéséhez szükséges előkészítő és befejező időtartamot is.

## Részletes szabályok
Tiltó rendelkezés van a munkaközi szünet és a munkahely lakóhelytől történő elérésére valamint visszaérkezésre szánt időtartam munkaidőbe történő beszámítására, azzal a kitétellel, hogy a készenléti jellegű munkakör tekintetében a munkaközi szünet beszámítható.
Előkészítő és befejező tevékenységnek számít az adott munkakörhöz kapcsolódó szokás szerint, külön utasítás nélkül, rendszeresen elvégzendő feladat.
A munkanap a munkaidő alapvető kategóriája, különös tekintettel a pihenőidőre és a szabadidőre. "Hét a naptári hét vagy a munkáltató által meghatározott megszakítás nélküli százhatvannyolc óra, ha a munkáltató működése miatt a beosztás szerinti napi munkaidő kezdete és befejezése nem azonos naptári napra esik."
Napi munkaidő a foglalkoztatásban résztvevők által vagy a rájuk vonatkozó jogszabályok szerint meghatározott időtartam, amely lehet teljes munkaidő vagy részmunkaidő. A beosztás szerinti munkaidő napi (a munkanapra elrendelt rendes munkaidő) és heti munkaidő (a hétre elrendelt rendes munkaidő). Éjszakai munkavégzés alatt a huszonkét és reggeli hat óra közötti időszakban teljesített munka. A munkáltató tevékenysége időtartamát tekintve a törvény szerint háromféle lehet, amely figyelembe véve a valóságban többnyire megvalósuló egy műszakos (heti negyven óra általában) tevékenységet is négy
- megszakítás nélküli (azaz szünetel maximum napi hat órát, illetve naptári évenként kizárólag technológiai okból meghatározott időtartamban)
  - társadalmi közszükségletet kielégítő szolgáltatást biztosító
  - termelési technológiából fakadóan objektív körülmények miatt gazdaságosan v. rendeltetésszerűen másként nem folytatható
- több műszakos, ha időtartama hetente eléri a nyolcvan órát
- (egy műszakos, ha időtartama hetente általában negyven óra)
- idényjellegű, amennyiben az év valamely időszakához v. időpontjához kötődik (tiltó szabály, hogy csak a munka szervezésére hivatkozva nem lehet idesorolni tevékenységet).

Készenléti jellegű a munkakör a munkavállaló feladatai miatti időkorlátból (rendes munkaidő egyharmadában nincs munkavégzés)  vagy a munkavégzés intenzitásából (általánostól alacsonyabb igénybevétel) fakadóan.

## Napi munkaidő
A napi rendes munkaidő nyolc óra, ezt nevezi a törvény általános teljes napi munkaidőnek. A munkáltató és a munkavállaló megállapodása alapján ez maximum tizenkét órára emelhető (hosszabb teljes napi munkaidő) munkakörhöz kapcsolódóan vagy hozzátartozói alapon. A felek megállapodásától függően v. a munkaviszonyra vonatkozó szabályok alapján meghatározható rövidebb időtartamú teljes napi munkaidő (ilyen pl. a nem felszíni bányászatban a hatórás teljes napi munkaidő, vagy az óvoda pedagógusok napi hatórás teljes munkaideje)  az általános napi munkaidőnél, ami nem egyezik meg a részmunkaidő fogalmával. A felek adott munkakörre teljes napi munkaidőnél rövidebb napi munkaidőben is megállapodhatnak, s ezt részmunkaidőnek nevezi a törvény.

## Munkaidőkeret
A munkavállaló által teljesítendő munkaidőt munkaidőkeretben is megállapíthatja a munkáltató. A munkaidőkeret meghatározásakor figyelembe kell venni a napi munkaidőt és az általános munkarendet; a munkaszüneti napokat figyelmen kívül kell hagyni. A távollét időtartamát figyelmen kívül kell hagyni vagy az adott napra irányadó beosztás napi munkaidő mértékével kell számításba venni. Munkaidő-beosztás hiányában a távollét tartamát a napi munkaidő mértékével kell figyelmen kívül hagyni vagy számításba venni. A munkaidőkeret kezdő és befejező időpontját írásban kell meghatározni és közzé kell tenni. A munkaidőkeret tartama legfeljebb hat hónap vagy huszonhat hét a munkajogi alapfogalmakban meghatározott munkatevékenység és a 135. § 4. bek. alapján meghatározott munkakörben (repülés, szállítmányozás, közúti menetrendes közlekedés, vasúti fuvarozás területén, kikötőben) foglalkoztatott munkavállaló esetén.

## Rendkívüli munkaidő
Rendkívüli munkaidőnek számít 
- a munkáltatónál meghatározott munkaidő-beosztástól eltérő
- a munkaidőkereten felüli
- az elszámolási időszak alkalmazása esetén a heti munkaidőt meghaladó munkaidő, továbbá
- az ügyelet tartama.

A törvény az ügyeleti és készenléti idő jelentését külön alcímben (57) fejti ki.